# Гаррисон Бержерон
«Гаррисон Бержерон» (англ. Harrison Bergeron) — фантастический антиутопичный рассказ Курта Воннегута, впервые опубликованный в The Magazine of Fantasy and Science Fiction в октябре 1961 года и вошедший в сборник «Добро пожаловать в обезьянник». По мотивам рассказа было снято два фильма — «Харрисон Бержерон» и «2081».

## Сюжет
Действие происходит в 2081 году. После принятия 211, 212 и 213 поправки к Конституции все люди стали равны — сильные должны на себе носить ради равенства тяжёлые мешки, красивые должны носить маски, умным через передатчик прямо в ухо регулярно транслируются шумы, из-за которых становится невозможно думать. Дикторы имеют проблемы с дикцией, балерины неуклюжи, оркестры фальшивят.
Семья Бержеронов сидит перед телевизором. Им грустно, но они не могут вспомнить, почему. На самом деле у них забрали их четырнадцатилетнего сына, столь сильного и умного, что мешки и радио не могли это скомпенсировать. По телевизору объявляют о его бегстве, вскоре после чего он оказывается в студии сам, и объявляет себя Императором. Он заставляет оркестр играть, не фальшивя, и снимает накладные уродства с одной из балерин, оказывающейся очень красивой. Они начинают красиво танцевать, целуются, но тут их убивает выстрелом Главный уравнитель - Диана Мун Глэмперс.
Джордж — отец Гаррисона Бержерона, пропускает эти события, так как ходил на кухню за банкой пива. Когда он возвращается, то обнаруживает свою жену — Хейзел Бержерон печальной. Она не может объяснить, не помнит, почему ей грустно. Джордж советует ей не думать о грустном.

## Персонажи
- Джордж Бержерон
- Хазел Бержерон
- Гаррисон Бержерон
- Балерина-«императрица»
- Диктор
- Оркестранты
- Прочие балерины
- Главный уравнитель Диана Мун Гламперс